# دفاع حمرية خنيفرة
دِفاعُ حَمْرِيَّةِ خُنَيْفِرة هو نادٍ مغربيٌّ لكرةِ القدمِ أُسِّسَ في عامِ 2004 مـ ومقرُّه مدينةُ خنيفرة.